# プラハ学派
プラハ学派（プラハがくは）は、ソシュールの影響を受けてできた構造主義言語学の一学派である。他にコペンハーゲン学派、ジュネーヴ学派がある。英語のPrague Schoolから「プラーグ学派」と呼ばれることも多い。意味を区別する機能を持つ「対立」という概念を中核にして言語分析が展開されていることから、もっとも初期の機能主義言語学とも呼ばれている（小泉 1971）。

## 概要
1926年10月にチェコの言語学者のヴィレーム・マテジウスが発起人となり発足した。参加した言語学者は、ボフスラフ・ハヴラーネク、ヤン・ムカジョフスキー、ボフミル・トルンカ、ヨセフ・ヴァヘック、ミロシュ・ヴァインガルトらがいた。このサークルの『論集』に寄稿した学者には、オランダのデ・グロート、ドイツの哲学者・心理学者のカール・ビューラー、ユーゴスラヴィアのアレクサンダル・ベリーチ、イギリスのダニエル・ジョーンズ、フランスのルシアン・テニエール、エミール・バンヴェニスト、アンドレ・マルティネがいた。特筆すべきは、セルゲイ・カルツェフスキー、ロマーン・ヤーコブソン、ニコライ・トルベツコイ、ピョートル・ボガトゥイリョフなどのロシアの言語学者がサークル活動に加わったことにより音韻論が発展した。

## 学説
プラハ学派（プラーグ学派）の最大の貢献は、音韻論の分野においてである。プラハ学派の見解では、言語とはまず第一にコミュニケーションの道具であり、言語がコミュニケーションの目的に沿って働いているかぎりは、その要素はどれ一つとして無効なものはないと考えなければならない。そこでプラハ学派の音韻論の最終目標は、言語音と音文節の基盤の上に明確に見いだされる音声機能の役割を記述することである、と主張した。つまり音声の相違は意味（機能）の相違であるという原理から出発する。その意味の区分を決定するものが、音韻的な「対立」であり、これを根本的な概念として研究が進められている。
例：pin/bin, pin/pen
上のそれぞれのペアは、それぞれが/p/と/b/の音、/i/と/e/の音で異なっており、他の点では共通である。二つの音声の相違も互いに対比させて見ればわかるので、区別というのは対立に基づいていると言うことができる。例のように、対立する音声の相違が、意味の違い（機能の差異）に関与している場合、このような音声の対立を「音韻的示差」または「関与的対立」（phonological distinctive/relevant opposition）という。

## 代表的な言語学者
- セルゲイ・カルツェフスキー（ロシア語版、チェコ語版）
- ニコライ・トルベツコイ
- エミール・バンヴェニスト
- ヴィレーム・マテジウス
- アンドレ・マルティネ
- ヤン・ムカジョフスキー
- ロマーン・ヤーコブソン
- 千野栄一　一員ではないが、カレル大学に留学して、プラハ学派の学説を分かりやすく日本で紹介した。